# Arctocyoninae
De Arctocyoninae is een onderfamilie van primitieve, uitgestorven hoefdieren die behoren tot de familie Arctocyonidae van de orde Condylarthra. De dieren uit deze groep leefden gedurende het Paleoceen op het noordelijk halfrond. 
Tot de Arctocyoninae behoorden verschillende soorten die het formaat van een wolf of beer hadden. Het waren primitieve zoogdieren, die weliswaar hoefdieren waren, maar die wat betreft uiterlijk en leefwijze meer overeenkwamen met de hedendaagse beren. Deze bodembewonende dieren waren zwaar gebouwd met korte poten, een lange staart en grote hoektanden. Fruit, noten, zaden en kleine dieren vormden het hoofdvoedsel. De bekendste geslacht die tot de Arctocyoninae behoort is Arctocyon uit Europa en Noord-Amerika.